# Leiodes inordinata
Leiodes inordinata är en skalbaggsart som först beskrevs av J. Sahlberg 1898.  Leiodes inordinata ingår i släktet Liodes, och familjen mycelbaggar. Arten är reproducerande i Sverige.